# Dolenje Gradišče pri Šentjerneju
Dolenje Gradišče pri Šentjerneju este o localitate din comuna Šentjernej, Slovenia, cu o populație de 113 locuitori.